# David Sharp
David Lee Sharp (nascido em 16 de julho de 1941) é um ex-ciclista olímpico estadunidense. Representou sua nação nos Jogos Olímpicos de Verão de 1960.